# Johnny English - La rinascita
Johnny English - La rinascita (Johnny English Reborn) è un film del 2011 diretto da Oliver Parker e interpretato da Rowan Atkinson. È il seguito della pellicola del 2003 Johnny English.

## Trama

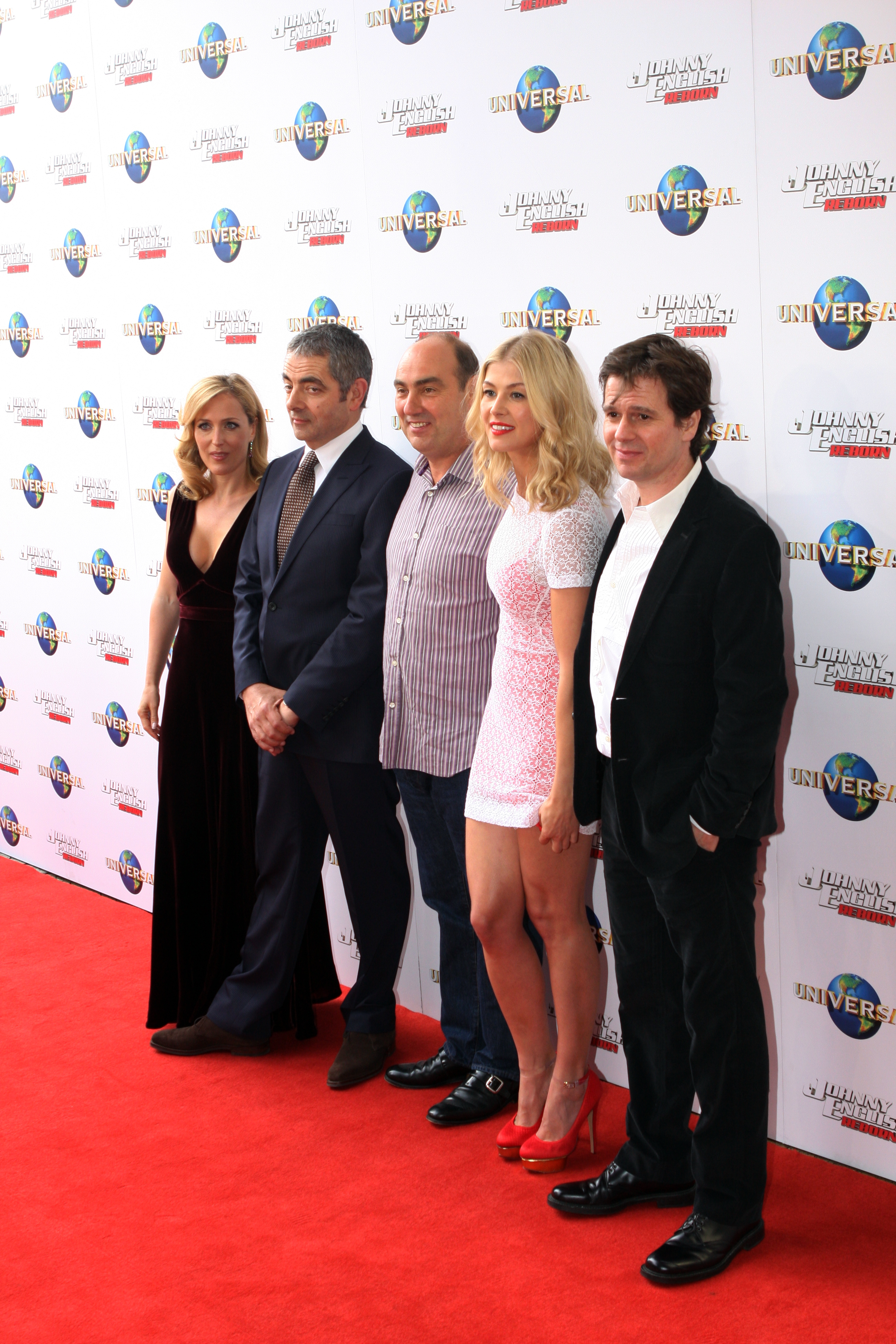
Parte del cast all'anteprima mondiale di Sydney, 4 settembre 2011.

Otto anni dopo gli eventi di Londra, Johnny English si è ritirato in Tibet per praticare arti marziali e riprendersi da una missione fallita, in cui aveva il compito di proteggere il neoeletto presidente del Mozambico; un fallimento che gli è costato il titolo di cavaliere. A sorpresa, tuttavia, viene richiamato in servizio dall'MI7, ora sotto la direzione di Pamela "Pegasus" Thornton, per investigare su un complotto volto a uccidere il primo ministro cinese durante i colloqui programmati con il suo omologo inglese. A Londra, incontra il suo collega Simon Ambrose, il generale Patch Quartermain, e il giovane agente Colin Tucker, che sarà il suo nuovo assistente.
A Hong Kong, English incontra l'ex agente della CIA Titus Fisher, che gli rivela il nome dell'organizzazione criminale che intende eliminare il premier cinese: Vortex (di cui lo stesso Fisher è membro). In aggiunta, gli dice che è stata proprio Vortex a rovinare la missione di English in Mozambico, attraverso l'uso di un'arma segreta che richiede tre chiavi metalliche per sbloccarsi (una di esse è custodita da Fisher). Tuttavia, prima di poter mostrare ad English la chiave, Fisher viene colpito e ucciso da un'anziana assassina travestita da addetta alle pulizie, e un complice di lei ruba la stessa chiave. English, con l'aiuto di Tucker, neutralizza il complice dopo un lungo inseguimento e recupera l'oggetto rubato, che verrà sottratto di nuovo mentre i due agenti sono in volo di ritorno a Londra. 
Dopo una figuraccia da parte di English con il segretario degli Esteri e con Pegasus, Kate Sumner, psicologa comportamentale dell'MI7, usa l'ipnosi per aiutare English a ricordare nei dettagli l'incidente in Mozambico, permettendogli così di scoprire il nome del secondo membro di Vortex: l'agente segreto russo Artem Karlenko, che si maschera da milionario sotto il falso nome di Sergei Pudovkin. English e Tucker incontrano Karlenko in un campo da golf esclusivo fuori Londra per ricevere informazioni, ma quest'ultimo viene ferito dall'anziana assassina di Hong Kong. I due agenti si servono di un elicottero per portarlo all'ospedale più vicino, ma Karlenko muore lungo il viaggio, non prima di aver consegnato ai due la seconda chiave e aver loro rivelato che il terzo ed ultimo membro di Vortex si nasconde proprio nell'MI7.
Durante una cena, mentre English e Ambrose discutono se Quartermain sia la "talpa" nell'MI7, Tucker arriva e accusa apertamente Ambrose di essere il traditore, ma English lo caccia via e consegna ad Ambrose la chiave di Karlenko. Il giorno dopo, English va in chiesa per affrontare Quartermain e rinfacciargli di essere il terzo membro di Vortex, ma scopre che Ambrose lo ha ingannato e incastrato come traditore. Viene inseguito da Quartermain e altri agenti dell'MI7, ma riesce a scappare e a nascondersi nell'appartamento di Sumner.
Riguardando alcuni filmati della missione fallita in Mozambico, English e Sumner scoprono che l'arma segreta di Vortex è un farmaco per il controllo mentale noto come Timoxeline Barbebutenol. In quel momento, Ambrose passa in macchina a prendere Sumner, ed English non ha più dubbi: è Ambrose il terzo membro di Vortex. Mentre è solo nell'appartamento, English viene aggredito dall'anziana assassina cinese, ma riesce a fuggire attraverso uno scivolo della spazzatura per poi raggiungere la casa di Tucker. Dopo essersi scusato con il giovane agente per non avergli creduto, English lo convince ad accompagnarlo a Le Bastion, una fortezza nelle Alpi svizzere dove si terranno i colloqui programmati tra il primo ministro cinese e quello inglese (e dove Vortex colpirà).
Nonostante un'iniziale imprudenza da parte di English, i due agenti riescono ad entrare nella fortezza con uno stratagemma e, mentre English cerca di avvertire Pegasus della minaccia, beve inconsapevolmente il drink di quest'ultima, contenente il farmaco per il controllo mentale. Ambrose, accorso sul posto, ordina ad English di mettere fuori gioco Pegasus con un pugno.  
Dopo aver sostituito Pegasus con English come guardia del corpo del primo ministro inglese durante i colloqui, Ambrose ordina al protagonista di eliminare il premier cinese con l'uso di una pistola mascherata da rossetto (inizialmente pensata per Pegasus). Grazie alle lezioni imparate quand'era in Tibet e all'intervento di Tucker, English riesce a resistere al farmaco e a mandare in fumo il piano di Ambrose, che scappa via.
English inizialmente perde conoscenza a causa degli effetti letali del farmaco, ma Sumner, anch'ella sul posto, lo rianima con un bacio. 
Dopo aver ripreso conoscenza, English insegue Ambrose fino a una funivia, dove tra i due nasce una lotta. English sembra avere la meglio, ma dopo essere caduto giù dalla funivia, Ambrose tenta di sparargli. Il protagonista utilizza un ombrello come scudo antiproiettile, salvo poi scoprire che è un lanciarazzi quando decide di chiuderlo. Il lanciarazzi colpisce la funivia, uccidendo Ambrose. 
La morte di Fisher, Karlenko ed Ambrose segna la fine di Vortex, e ad English viene restituito il titolo di cavaliere dalla Regina d'Inghilterra. Tuttavia, durante la cerimonia, viene ancora una volta aggredito dall'anziana assassina cinese, questa volta travestita da regina. Quando quest'ultima fugge e scompare, English attacca per errore la vera regina, ma si accorge del suo errore solo quando l'assassina cinese viene catturata dalle guardie reali.

## Produzione
L'8 aprile 2010 la Universal Pictures ha annunciato ufficialmente la produzione di un sequel di Johnny English, chiamato provvisoriamente Johnny English 2, e l'affidamento della regia del film a Oliver Parker (già regista di St. Trinian's). Le riprese sono iniziate l'11 settembre dello stesso anno a Londra, e sono proseguite poi nelle contee inglesi di Hertfordshire e Hampshire, a Macao e a Hong Kong.
L'automobile utilizzata nel film da English è una speciale Rolls-Royce Phantom, modificata su richiesta dello stesso Rowan Atkinson con un motore V16 in sostituzione del V12 disponibile sul mercato.
Il budget per la realizzazione del film è stato di 45 milioni di dollari.

## Distribuzione
Il primo teaser trailer in lingua inglese è stato reso disponibile il 7 aprile 2011. Il primo teaser trailer in italiano è stato invece distribuito il successivo 12 aprile, seguito dal trailer ufficiale il 13 luglio dello stesso anno. La pellicola nel Regno Unito è uscita il 7 ottobre 2011, mentre nelle sale italiane è uscita il successivo 28 ottobre.

## Accoglienza
Durante il primo fine settimana di programmazione la pellicola ha incassato 3 833 300 dollari. Gli incassi totali ammontano a 160 078 586 dollari.

## Riconoscimenti
- 2011 - Phoenix Film Critics Society Awards
  - Nomination Migliore canzone originale a Rumer per I Believe in You[8]
- 2012 - Evening Standard British Film Awards
  - Nomination Blockbuster dell'anno - Premio del pubblico[9]

## Sequel
Nel maggio 2017 è stato annunciato il terzo capitolo della saga, Johnny English colpisce ancora, uscito l'anno seguente.